# ماسسوو
ماسسوو (به آلمانی: Massow) یک شهر در آلمان است که در Mecklenburgische Seenplatte District واقع شده‌است. ماسسوو ۲۲۱ نفر جمعیت دارد.